# Бобкін Леонід Васильович
Бобкін Леонід Васильович (22 травня 1894, село Середнє Єгорликське, Медвеженський повіт, Ставропольська губернія, Російська імперія — 26 травня 1942, Харківська область, УРСР, СРСР) — радянський генерал-майор (1940). Загинув у бою під час німецько-радянської війни.

## Біографія
Народився в селянській родині. Брав участь у Першій світовій війні. У 1917 році вступив у Червону гвардію, у 1918 році вступив у Червону армію. Під час Громадянської війни в Росії командував кавалерійським полком у 1-й Кінній армії. Після війни закінчив піхотну школу і Ленінградські кавалерійські курси удосконалення командного складу (вчився разом з Жуковим, Рокоссовським, Єрьоменком, Баграмяном). Потім командував кавалерійською дивізією.
У 1936—1939 роках — начальник Ленінградських кавалерійських курсів удосконалення командного складу.

### Друга світова війна
З початком Другої світової війни командував кавалерійською групою Українського фронту під час радянської окупації Заходу України.
Під час німецько-радянської війни — заступник командувача 26-ї армії, заступник командувача 38-ї армії, помічник командувача Південно-Західним фронтом по кавалерії. Під час Харківської операції 1942 року командував армійською групою, яка потрапила в оточення в районі Лозовеньок. Загинув у бою разом із власним сином. Обоє поховані у братській могилі в селі Лозовенька.

## Військові звання
- Полковник (1936)
- Комбриг (22 лютого 1938)
- Комдив (16 серпня 1938)
- Комкор (4 листопада 1939)
- Генерал-майор (4 червня 1940)

## Нагороди
- Орден Червоного Прапора (1920)
- Орден Вітчизняної війни 1-го ступеня (1965; посмертно)[3]
- Медаль «XX років РСЧА» (1938)